# Jan Leszczyński (profesor)
Jan Leszczyński (ur. w 1930 w Warszawie) – polski specjalista w dziedzinie materiałoznawstwa elektrotechnicznego i nadprzewodnictwa, profesor Politechniki Łódzkiej.
W 1954 roku ukończył studia na Wydziale Elektrycznym Politechniki Łódzkiej, a w 1965 uzyskał stopień naukowy doktora nauk technicznych. Tytuł profesora uzyskał w 1993 roku.
W latach 1954–1965 pracował jako asystent, a następnie starszy asystent w Katedrze Elektrotechniki Ogólnej Politechniki Łódzkiej, a od 1965 jako adiunkt. W 1971 roku został docentem, w latach 1972–2005 był kierownikiem Zakładu Materiałoznawstwa i Elektrotechnologii w Instytucie Podstaw Elektrotechniki, którego był też wicedyrektorem.
Jego prace dotyczyły wzmacniaczy magnetycznych i przekładników transduktorowych prądu stałego. Od 1971 roku zajmował się problematyką materiałoznawstwa elektrotechnicznego i elektrotechnologii. Zorganizował w Instytucie Podstaw Elektrotechniki PŁ laboratorium materiałoznawstwa. Opracował technologię wytwarzania grubych warstw tlenkowych na aluminium, wytwarzania dielektryków cienkowarstwowych, wytwarzania i stosowania wysokoinduktywnych polimerów w elektrotechnice i elektronice, technologię elektrycznych połączeń stałych (klejenie, technologie laserowe, zgniatania i ultrakompresji) oraz technologię impregnacji i hermetyzacji. Od 1987 roku zajmował się nadprzewodnictwem wysokotemperaturowym – opracował technologię otrzymywania grubych nadprzewodzących warstw z fazy ciekłej ceramiki (patent 2696 wyprzedzający opracowanie analogicznej technologii przez naukowców w USA) i nowego kompozytowego materiału nadprzewodzącego Ag-ceramika (patent 278192 w 1989 roku) oraz teorię magnesowania nadprzewodników ceramicznych. Prowadzi pracę z zakresu teorii magnesowania nadprzewodników; współpracuje w tym zakresie z Instytutem Fizyki PAN w Warszawie, Instytutem Fizyko-Technicznym Ukraińskiej Akademii Nauk, Instytutem Elektrotechnicznym w Petersburgu, University of Cambridge – IRC in Superconductivity. W latach 1989–1992 był przedstawicielem Polski w Komitecie Naukowych Badań Nadprzewodnictwa w Moskwie.
Jest autorem ponad 93 prac i opublikowanych referatów, autorem 17 patentów. Jest twórcą szkoły materiałoznawstwa elektrotechnicznego w Politechnice Łódzkiej. Wypromował 8 doktorów, w tym jeden z nich uzyskał habilitację. Jest współautorem skryptów: Laboratorium Elektrotechniki Ogólnej i Laboratorium materiałoznawstwa elektrotechnicznego.
W latach 1990–1996 pełnił funkcję prodziekana do spraw studenckich Wydziału Elektrotechniki i Elektroniki PŁ, będąc inicjatorem reformy systemu nauczania na wydziale. W latach 1996–2002 sprawował funkcję dziekana Wydziału.
Za osiągnięcia w pracy naukowej, dydaktycznej i organizacyjnej został wyróżniony wieloma nagrodami rektora i ministra oraz odznaczeniami państwowymi, m.in. Złotym Krzyżem Zasługi i Krzyżem Kawalerskim Orderu Odrodzenia Polski oraz Odznaką Zasłużony dla Politechniki Łódzkiej.